# Виль-Шудья
Виль-Шудья́ (рос. Выль-Шудья) — присілок (колишній виселок) у складі Алнаського району Удмуртії, Росія.

## Населення
Населення — 8 осіб (2010; 14 в 2002).
Національний склад станом на 2002 рік:
- удмурти — 79 %

## Історія
На 1 січня 1939 року присілок Виль-Шудья знаходився в складі Алнаської сільської ради Алнаського району. В роки Сталінських репресій з присілка було заарештовано Алексеєва Матвія Олексійовича (1874 р.н., заарешт. 1937, реабіліт. 1988). 26 жовтня 2004 року постановою Державної ради Удмуртії виселку було надано статус присілка.

## Урбаноніми[3]
- вулиці — Верхня, Нижня